# Proxima Centauri
Proxima Centauri, Próxima do Centauro, Alpha Centauri C ou simplesmente Próxima, é uma anã vermelha distante aproximadamente 4,22 anos luz (4,0×1013 km) na constelação do Centauro que orbita ao redor das estrelas Alpha Centauri A e B formando o sistema triplo Alpha Centauri.  Devido à sua baixa magnitude, de apenas +11,05, a estrela não pode ser observada a olho nu. Por este motivo, Proxima foi descoberta pelo astrônomo Robert Innes apenas em 1915, que na época era diretor do Observatório União, na África do Sul. Proxima Centauri é a estrela mais próxima do Sol de que se tem conhecimento e a princípio somente pode ser vista a partir do Hemisfério sul. Para poder observá-la, em condições ideais, é necessário um telescópio com uma abertura de pelo menos 8 cm. A estrela possui um exoplaneta confirmado chamado Proxima Centauri b que foi anunciado em 24 de agosto de 2016 e há fortes indícios da existência de um segundo planeta, Proxima Centauri c, descoberto em 10 de janeiro de 2020 e que potencialmente pode abrigar vida por estar em uma zona habitável da estrela.

## Dados físicos
Próxima é uma anã vermelha variável, de tipo espectral M5.5Ve. Possui magnitude visual aparente média de +11,05 (variável) e magnitude visual absoluta de 15,49. É a estrela mais débil do sistema triplo Alpha Centauri. Suas coordenadas equatoriais são α = 14h29m36,1s e δ = -60°50'8,0". Sua distância ao Sol é de aproximadamente 4,22 anos-luz.
É uma estrela atualmente ativa, como as estrelas eruptivas, caracterizada por linhas de emissão variáveis em seu espectro. Sua coloração é bastante avermelhada, devido à baixa temperatura de sua superfície, estimada em 2670 K.
Em 2002, o VLTI (Very Large Telescope Interferometer), localizado no Chile, usou interferometria óptica para medir o diâmetro angular de 1,02 ± 0,08 milissegundos de arco para Próxima. Com isso, determinou-se que seu diâmetro físico é 1/7 daquele do Sol, ou 1,5 vezes maior que o diâmetro de Júpiter. Sua massa também vale cerca de 1/7 da massa solar.
As estrelas de menor massa da sequência principal têm maior densidade média do que as de maior massa, e Proxima Centauri não é exceção: tem uma densidade média de 47 100 kg/m3 (47 g/cm3), em comparação com a densidade média do Sol de 1 411 kg/m3 (1,4 g/cm3). A gravidade superficial medida de Proxima Centauri, dada como o logaritmo de base 10 da aceleração em unidades de cgs, é 5,20. Isto é 162 vezes a gravidade superficial na Terra.

## Planetas
Se algum planeta massivo estivesse orbitando Proxima Centauri, um deslocamento da estrela deveria ocorrer ao longo de cada órbita. Como o plano orbital do planeta não é perpendicular à linha de visão da Terra, então este deslocamento causaria mudanças periódicas na velocidade radial de Proxima Centauri. O fato de que múltiplas medições de velocidade radial não detectarem nenhuma mudança reduziu a possibilidade de um planeta em Proxima Centauri existir.
O nível de atividade da estrela acrescenta interferência nas medições de velocidade radial, limitando as perspectivas futuras para a detecção de um planeta usando este mesmo método.
Em 1998, um exame de Proxima Centauri usando o espectrógrafo a bordo do Telescópio Espacial Hubble detectou a existência de um planeta em sua órbita, a uma distância de cerca de 0,5 UA. No entanto, uma pesquisa subsequente usando o Wide Field Planetary Camera 2 (uma das câmeras do Hubble) não conseguiu localizar o planeta. Proxima Centauri, junto com Alpha Centauri A e B, são prioridades "Nível 1" da NASA, na missão (atualmente cancelada) de Interferometria Espacial, que, teoricamente, são capazes de detectar planetas tão pequenos quanto 1/3 da massas terrestres dentro de 2 UA.
Em 24 de agosto de 2016, cientistas do Observatório Europeu do Sul anunciaram a existência de um exoplaneta chamado Proxima Centauri b, que está orbitando a zona habitável da estrela.

## Zona habitável
Alguns astrônomos defendem que para um planeta sustentar a vida, ele deverá encontrar-se numa órbita específica, em torno de Proxima Centauri ou de outras anãs vermelhas. Esse planeta deverá estar dentro da zona habitável de Proxima Centauri, a cerca de 0,023-0,054 UA da estrela, e teria um período orbital de 3,6–14 dias. Um planeta que orbita dentro desta zona, possuiria uma rotação sincronizada, visto que Proxima Centauri se moveria pouco no céu deste planeta, e a maior parte da superfície experimentaria dia ou noite perpétua. No entanto, a presença de uma atmosfera poderia servir para conservar e redistribuir a energia do lado do dia para o lado da noite.
Outros cientistas, especialmente os defensores da hipótese da terra rara, discordam que anãs vermelhas possam sustentar a vida. A rotação sincronizada pode resultar num campo magnético planetário relativamente fraco, levando a forte erosão atmosférica por Ejeção de massa coronal de Proxima Centauri.

## Viagem interestelar
Proxima Centauri tem sido apontada como um possível primeiro destino para a viagem interestelar. A estrela está se movimentando em direção à Terra, a uma velocidade de 21,7 km/s. Em aproximadamente 26.700 anos, Proxima Centauri estará a 3,11 anos-luz, e então começará a se afastar. Se forem usados espaçonaves de propulsão não-nuclear, uma viagem a um planeta orbitando Proxima Centauri provavelmente exigiria milhares de anos. Por exemplo, a Voyager 1, que agora está viajando 17,043 km/s em relação ao Sol, chegaria a Proxima Centauri em 73.775 anos. Uma sonda lenta, levaria várias dezenas de milhares de anos para alcançar Proxima Centauri perto de sua maior aproximação, e pode acabar nem chegar a tempo e ver a estrela se afastar. Espaçonaves de propulsão nuclear podem reduzir o tempo de tais viagens para aproximadamente 100 anos, chegando na estrela no próximo século, inspirando vários estudos como o Projeto Orion, Projeto Daedalus e Projeto Longshot.
De Proxima Centauri, o Sol apareceria como uma estrela brilhante de 0,4 graus de magnitude na constelação de Cassiopéia.

## Outros nomes
Proxima Centauri é também conhecida como α Centauri C (abreviado como α Cen C), V645 Centauri, GJ 551 e HIP 70890.[carece de fontes?]